# La locomotora (canción)
«La locomotora» es una canción de estudio escrita por Emmanuel del Real y grabada por la banda de rock alternativo Café Tacvba, lanzada en el álbum Revés/Yo soy. fue lanzada en 1999 por la compañía discográfica Warner Music Group.

## Significado y videoclip
La canción nos invita a reflexionar sobre la relación entre la humanidad y la naturaleza, mostando una serie de metáforas y preguntas retóricas, la letra plantea un escenario en el que los elementos naturales tienen vida propia y expresan emociones y acciones de sus derechos.
La locomotora, que simboliza el avance y la revolución, también sugiere una posible desconexión con los valores esenciales y la necesidad de encontrar un equilibrio entre el progreso y el respeto por la naturaleza.